# Leonurus tibeticus
Leonurus tibeticus là một loài thực vật có hoa trong họ Hoa môi. Loài này được Krestovsk. mô tả khoa học đầu tiên năm 1989.